# Риманиште
Риманиште (алб. Rimanishtë) је насељено место у граду Приштини, на Косову и Метохији. Према попису из 2024. у насељу је живело 332 становника.

## Историја
У прошлости је насеље било познато и под именом Руманиште.

## Становништво
Према попису из 2011. године, Риманиште има следећи етнички састав становништва:
| Националност | 2011.        |
| Албанци      | 591 (99,32%) |
| Бошњаци      | 2 (0,34%)    |
| Турци        | 1 (0,17%)    |
| неизјашњени  | 1 (0,17%)    |
| Укупно       | 595          |

| Демографија | Демографија | Демографија |
| Година      | Становника  | Становника  |
| ----------- | ----------- | ----------- |
| 1948.       | 391         |             |
| 1953.       | 427         |             |
| 1961.       | 537         |             |
| 1971.       | 593         |             |
| 1981.       | 680         |             |
| 1991.       | 668         |             |
| 2011.       | 595         |             |